# Plagiothecium acuminatum
Plagiothecium acuminatum là một loài rêu trong họ Plagiotheciaceae. Loài này được Venturi mô tả khoa học đầu tiên năm 1884.
Danh pháp khoa học của loài này chưa được làm sáng tỏ. 